# Врела (Зворник)
У данного термина есть ещё множество значений, смотрите статью - Врела
Врела (серб. Врела) — населённый пункт (деревня) в общине Зворник, который принадлежит энтитету Республике Сербской, Босния и Герцеговина. По результатам югославской переписи населения 1991 года во Вреле проживало 127 человек. Деревня Врела расположена на границе с Республикой Сербия.

## Население
Всё население деревни Врела составляют этнические сербы.
| 1961                           | 1971 | 1981 | 1991 | - | - | - |
| ------------------------------ | ---- | ---- | ---- | - | - | - |
| 180                            | 156  | 133  | 127  | - | - | - |
| Гистограмма динамики населения |      |      |      |   |   |   |

### Национальный состав населения
на 1991 год:
- сербы — 127 человек (100,00 %);
- хорваты — 0 человек (0,00 %);
- мусульмане — 0 человек (0,00 %);
- югославы — 0 человек (0,00 %);
- другие и неизвестно — 0 человек (0,00 %).